# Thysanotus sparteus
Thysanotus sparteus är en sparrisväxtart som beskrevs av Robert Brown. Thysanotus sparteus ingår i släktet Thysanotus och familjen sparrisväxter. Inga underarter finns listade i Catalogue of Life.